# Gare de Saint-Denis-près-Martel
La gare de Saint-Denis-près-Martel est une gare ferroviaire française, des lignes de Brive-la-Gaillarde à Toulouse-Matabiau via Capdenac et de Souillac à Viescamp-sous-Jallès, située au lieu-dit La Gare, sur le territoire de la commune de Saint-Denis-lès-Martel, dans le département du Lot, en région Occitanie.
Elle est mise en service en 1862 par la Compagnie du chemin de fer de Paris à Orléans (PO).
C'est une gare de la Société nationale des chemins de fer français (SNCF), desservie par des trains de grandes lignes (Intercités de nuit) et régionaux (TER Occitanie et TER Auvergne-Rhône-Alpes).

## Situation ferroviaire
Établie à 120 mètres d'altitude, la gare de Saint-Denis-près-Martel est située au point kilométrique (PK) 175,202 de la ligne de Brive-la-Gaillarde à Toulouse-Matabiau via Capdenac, entre les gares ouvertes des Quatre-Routes et de Rocamadour - Padirac. Elle est séparée de cette dernière par les gares fermées de Floirac et de Montvalent.
Gare de bifurcation, elle se trouve également au PK 637,507 de la ligne de Souillac à Viescamp-sous-Jallès, entre la gare de Martel, ouverte au service du Chemin de fer touristique du Haut Quercy, et la gare de Vayrac, ouverte au trafic TER.

## Histoire
La station de Saint-Denis-près-Martel est mise en service le 10 novembre 1862 par la Compagnie du chemin de fer de Paris à Orléans (PO), lorsqu'elle ouvre à l'exploitation la section de Brive à Capdenac,.
Elle devient une gare de bifurcation, le 16 juin 1889, lors de la mise en service de la ligne vers Souillac et Cazoulès par la Compagnie du PO. Le 11 mai 1891 la Compagnie PO met en service la ligne d'Aurillac à Gare de Miécaze et Saint-Denis.
En 1896, la Compagnie du PO indique que la recette de la gare pour l'année entière est de 105 228 francs.
Le 1er juin 1980, elle perd une partie du trafic de sa ligne de bifurcation avec la fermeture de la section vers Souillac.

### Fréquentation
En 2014, c'est une gare voyageurs d'intérêt local (catégorie C : moins de 100 000 voyageurs par an de 2010 à 2011), qui dispose de cinq quais, deux abris et deux traversées de voie à niveau par le public (TVP).
En 2023, selon les estimations de la SNCF, la fréquentation annuelle de la gare s'élève à 24 266 voyageurs.

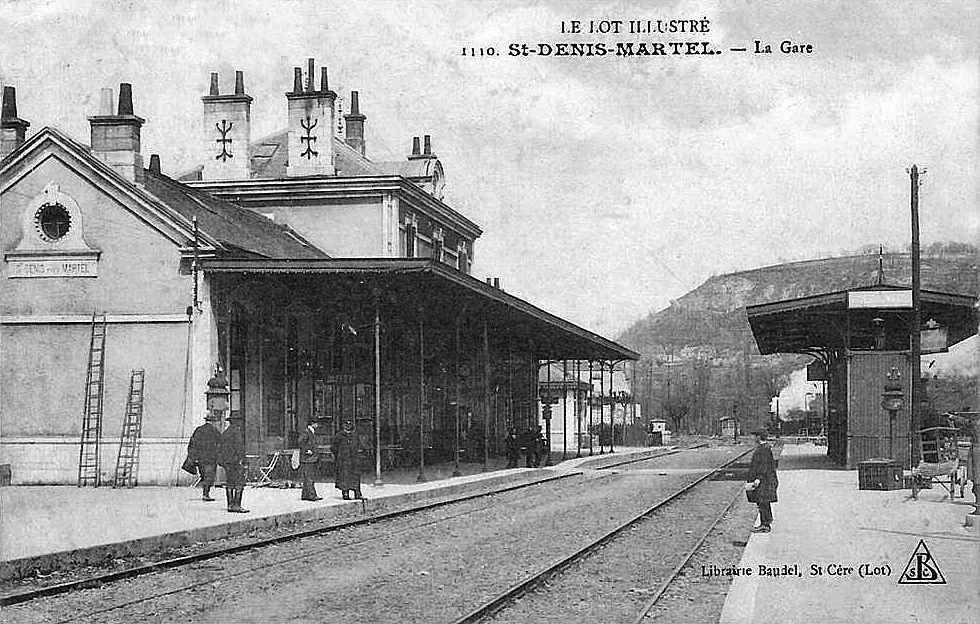
Bâtiment voyageurs vers 1900.
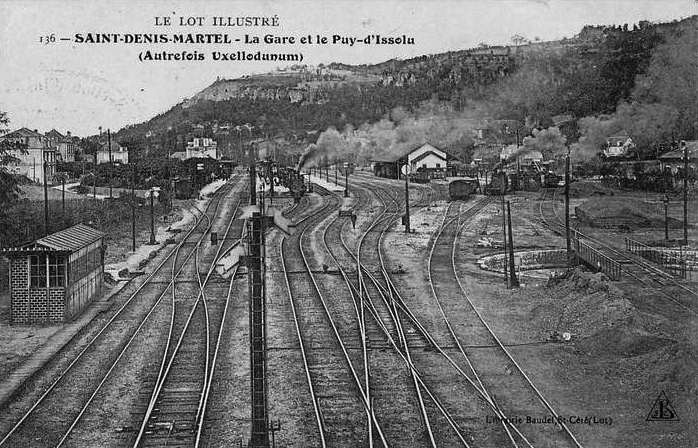
Vue générale vers 1900.

## Service des voyageurs

### Accueil
Gare SNCF, elle dispose d'un bâtiment voyageurs, avec guichet, ouvert tous les jours.
Un passage à niveau planchéié permet la traversée des voies et l'accès aux quais.

### Desserte

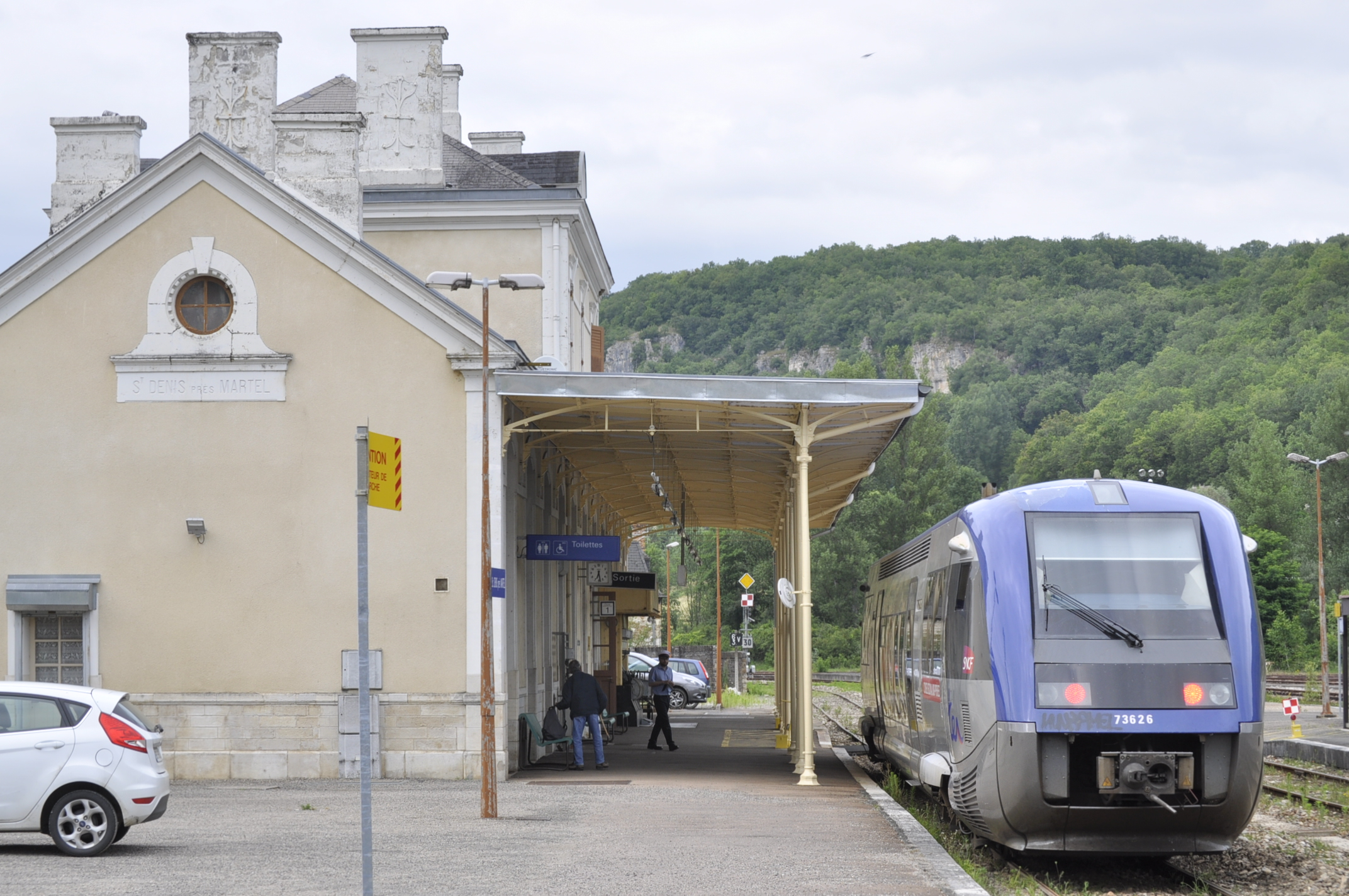
X 73500 entrant en gare.

Saint-Denis-près-Martel est desservie par des Intercités de nuit, effectuant les relations Paris-Austerlitz – Rodez / Albi-Ville et Paris-Austerlitz – Aurillac.
C'est également une gare voyageurs du réseau TER Occitanie, desservie par des trains express régionaux des relations : Brive-la-Gaillarde - Figeac - Rodez (ligne 07) et Brive-la-Gaillarde - Aurillac (ligne 21 TER Auvergne-Rhône-Alpes).

### Intermodalité
Un parc pour les vélos (29 places) et un parking pour les véhicules y sont aménagés. Elle est desservie par des Bus et cars des lignes départementales.

## Patrimoine ferroviaire
Le bâtiment voyageurs d'origine est composé d'un corps central, à trois ouverture, et un étage sous une toiture à quatre pans, encadré par deux ailes en rez-de-chaussée à quatre ouvertures sous une toiture à deux pans.
La gare a également été dotée d'une rotonde, rasée depuis, mais dont la structure métallique a été récupérée par le Chemin de fer touristique du Haut Quercy. L'association a pour projet de la remonter en gare de Martel.

## Galerie de photographies

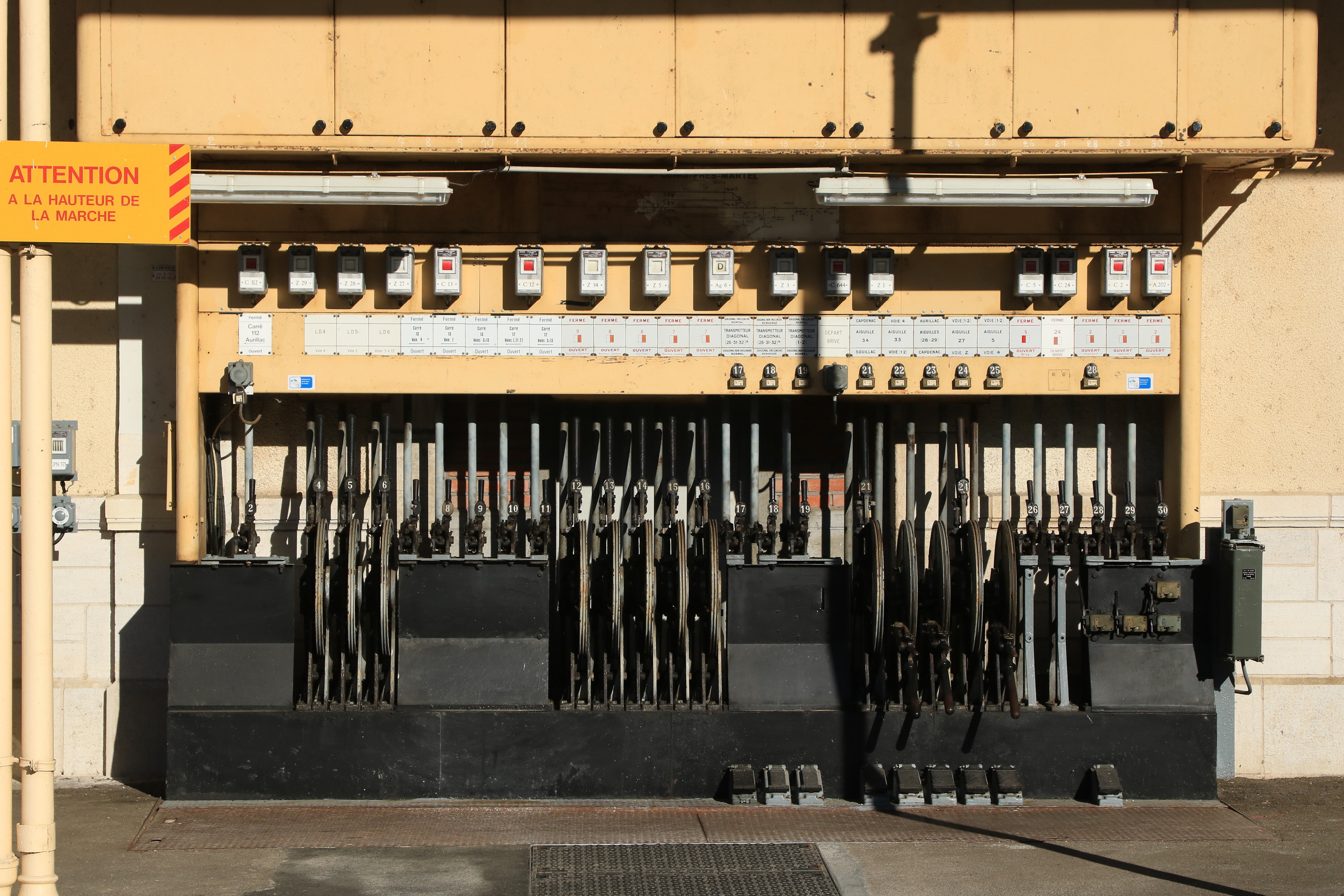
Poste d'aiguillage présent sur le quai de la gare.
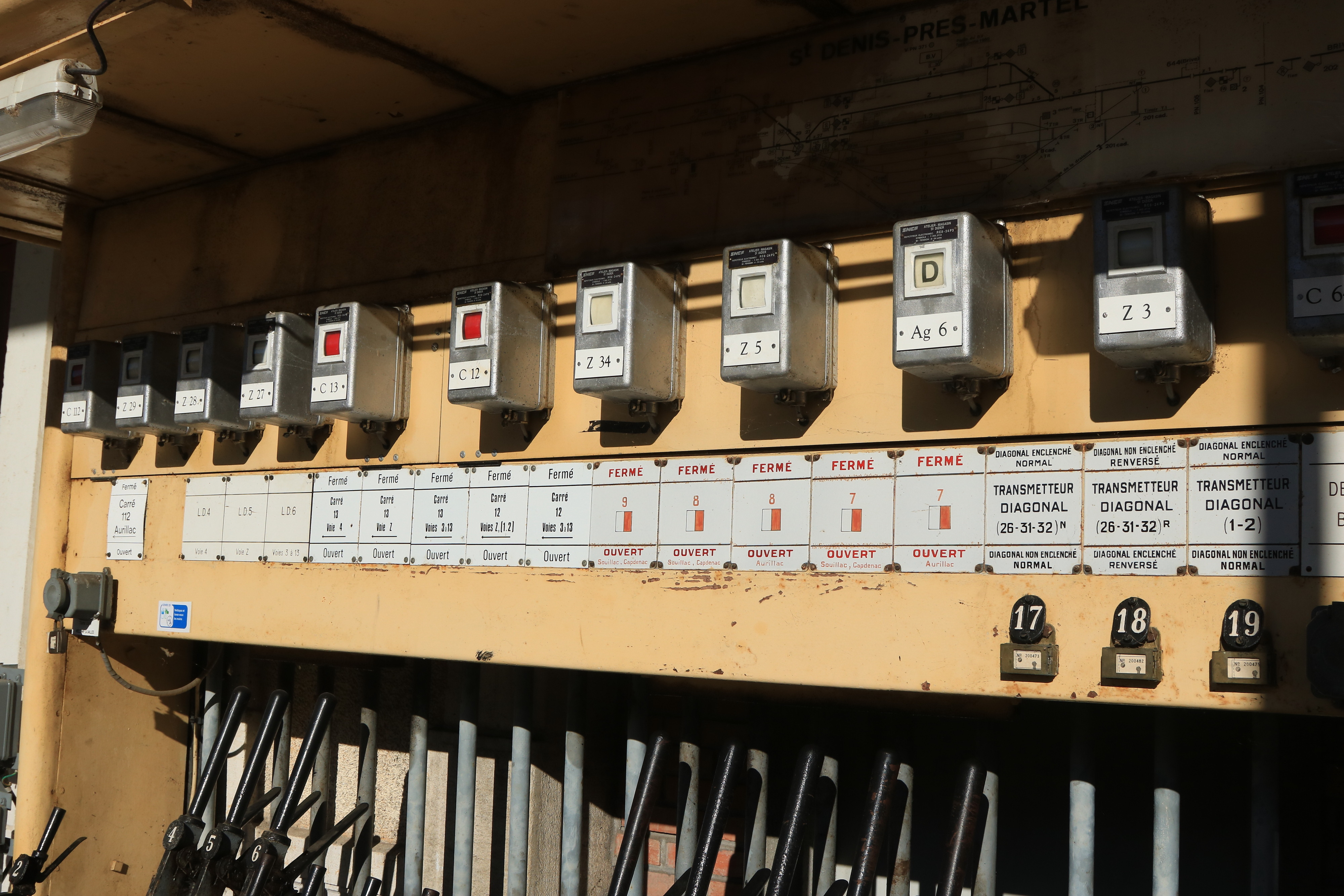
Détail du poste d'aiguillage (partie gauche).
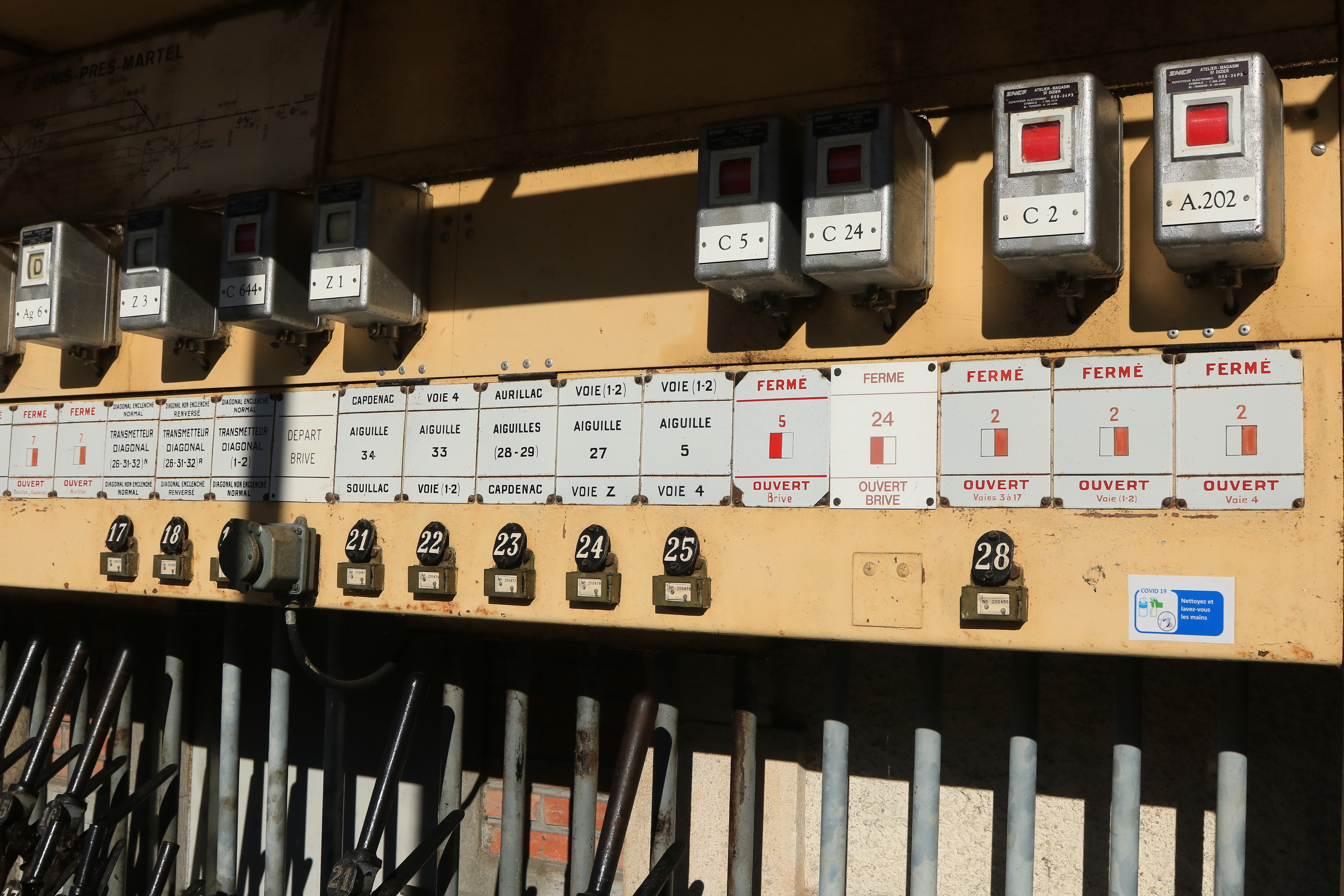
Détail du poste d'aiguillage (partie droite).
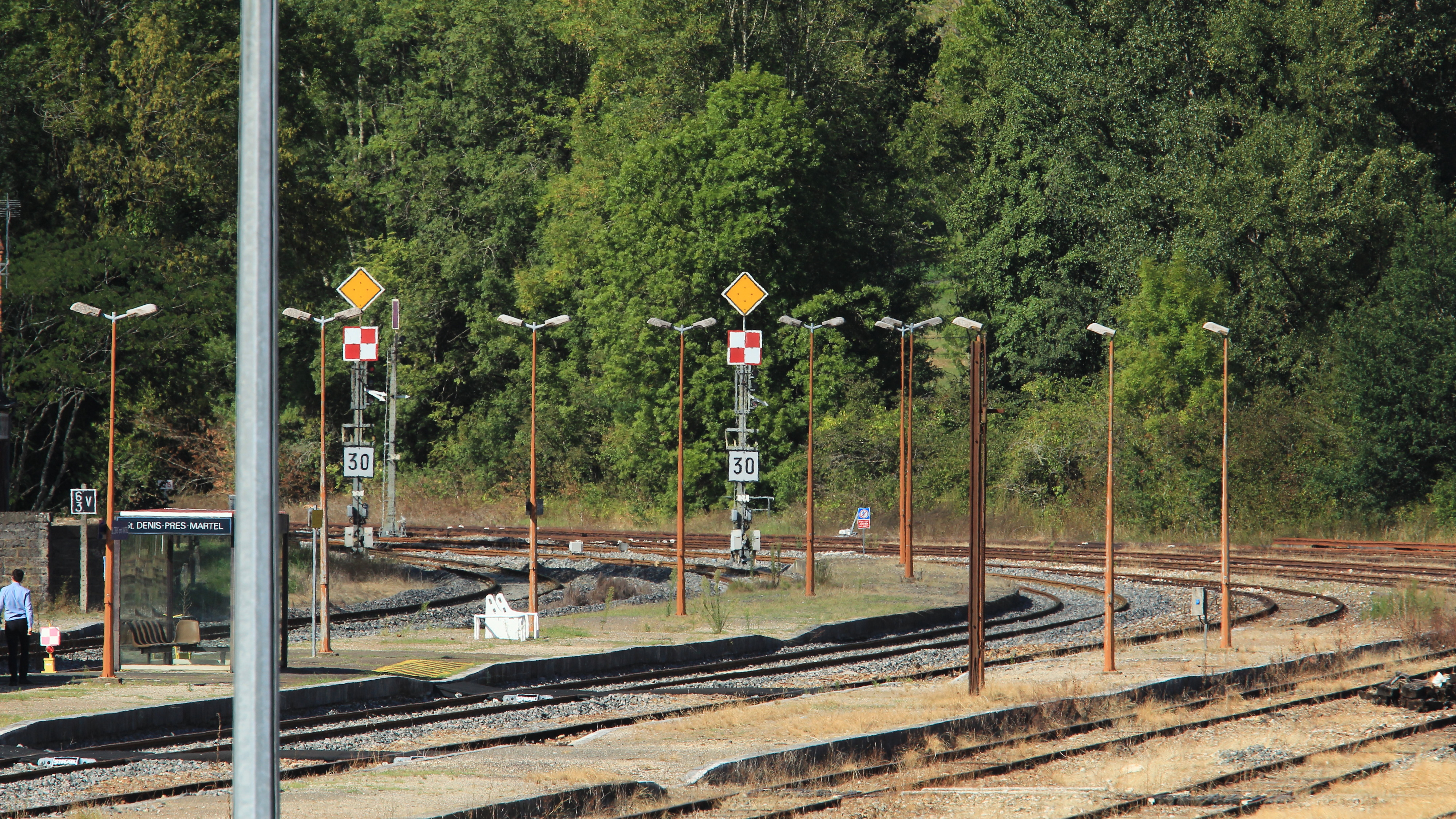
Signalisation mécanique en direction de Brive.
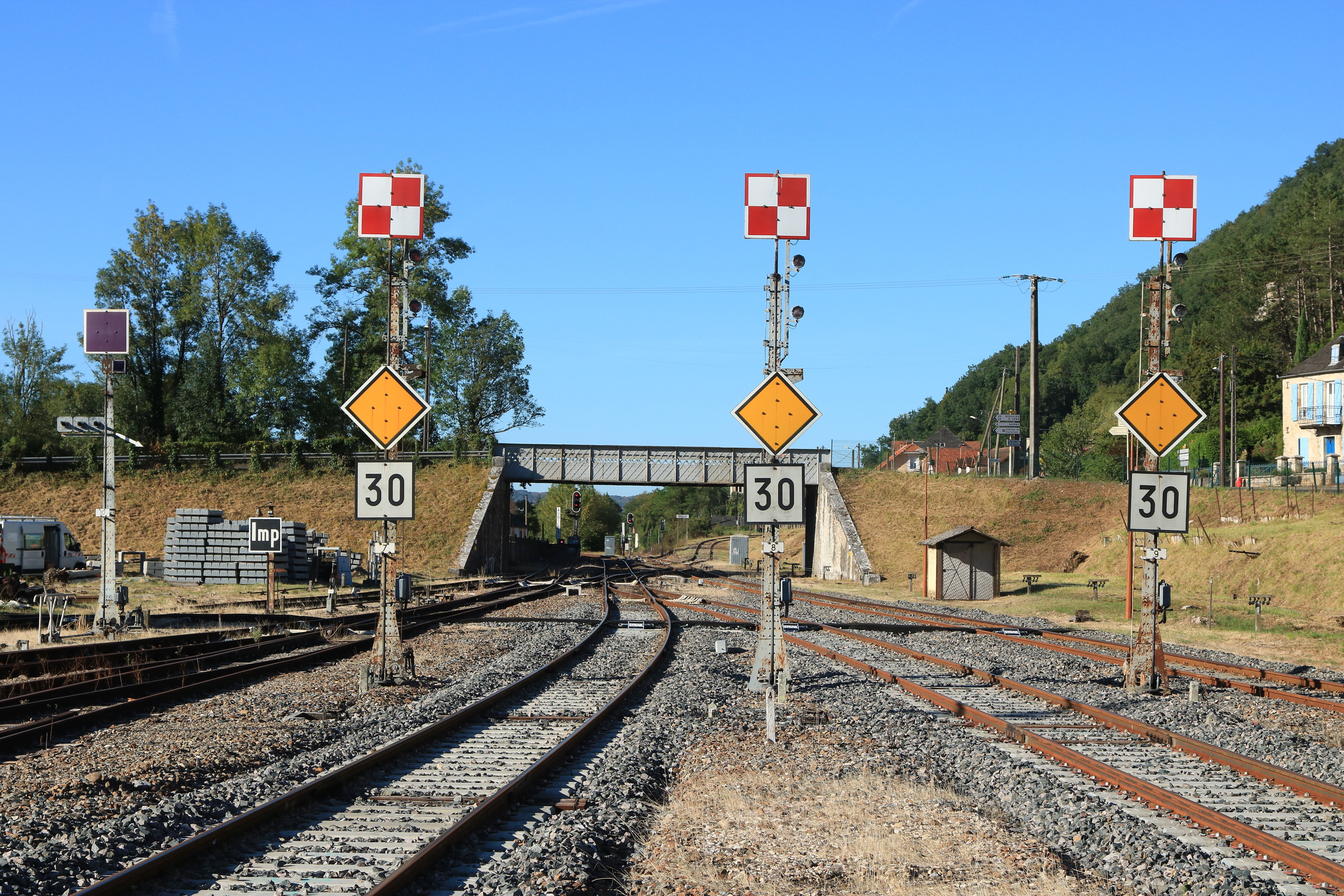
Signalisation mécanique en direction d'Aurillac, Figeac et Souillac.